# Laizy
Laizy – miejscowość i gmina we Francji, w regionie Burgundia-Franche-Comté, w departamencie Saona i Loara.
Według danych na rok 1990 gminę zamieszkiwało 635 osób, a gęstość zaludnienia wynosiła 20 osób/km² (wśród 2044 gmin Burgundii Laizy plasuje się na 373. miejscu pod względem liczby ludności, natomiast pod względem powierzchni na miejscu 151.).